# Allariz-Maceda
Die Comarca Allariz-Maceda ist eine der 12 Comarcas der spanischen Provinz Ourense in der Autonomen Gemeinschaft Galicien.

## Lage
Das Gebiet der Comarca liegt im Zentrum der Provinz Ourense und grenzt dort an folgende Comarcas innerhalb der Provinz:
| Ourense |                                             | Terra de Caldelas |
|         | Kompassrose, die auf Nachbargemeinden zeigt |                   |
|         | A Limia                                     |                   |

## Gliederung
Die Comarca umfasst sechs Gemeinden (spanisch Municipios; galicisch Concello) mit einer Fläche von 382,15 km², was 5,25 % der Fläche der Provinz Ourense und 1,29 % der Fläche Galiciens entspricht.
| Gemeinde                | Einwohner (2024) | Fläche km² | Dichte Einw./km² | Cod INE | Postleitzahl        |
| ----------------------- | ---------------- | ---------- | ---------------- | ------- | ------------------- |
| Allariz                 | 6.410            | 85,96      | 75               | 32001   | 32660               |
| Baños de Molgas         | 1.504            | 67,64      | 22               | 32007   | 32701               |
| Maceda                  | 2.837            | 101,93     | 28               | 32043   | 32700               |
| Paderne de Allariz      | 1.352            | 38,76      | 35               | 32055   | 32111, 32112, 32912 |
| Xunqueira de Ambía      | 1.352            | 60,21      | 22               | 32036   | 32670               |
| Xunqueira de Espadanedo | 673              | 27,65      | 24               | 32037   | 32708, 32730        |
| Comarca Allariz-Maceda  | 14.128           | 382,15     | 37               | –       | –                   |